# Malamba
La malamba es una bebida alcohólica tradicional de Camerún, Guinea Ecuatorial y Gabón, en el África tropical, elaborada a partir de fermentar jugo de caña. Las cañas se machacan en un mortero y el jugo se deja fermentar aproximadamente dos semanas. El sabor y textura es similar al guarapo latinoamericano. Para acelerar el proceso de fermentación, se le añaden cortezas de árbol Garcinia kola, llamado bois amer ('madera amarga') en francés, essoc u onaé en Camerún. A veces también se agrega maíz mientras está fermentando para aumentar la graduación alcohólica. En Gabón, la bebida también es conocida como musungu o vin de canne en francés ('vino de caña').